# Bolma rugosa

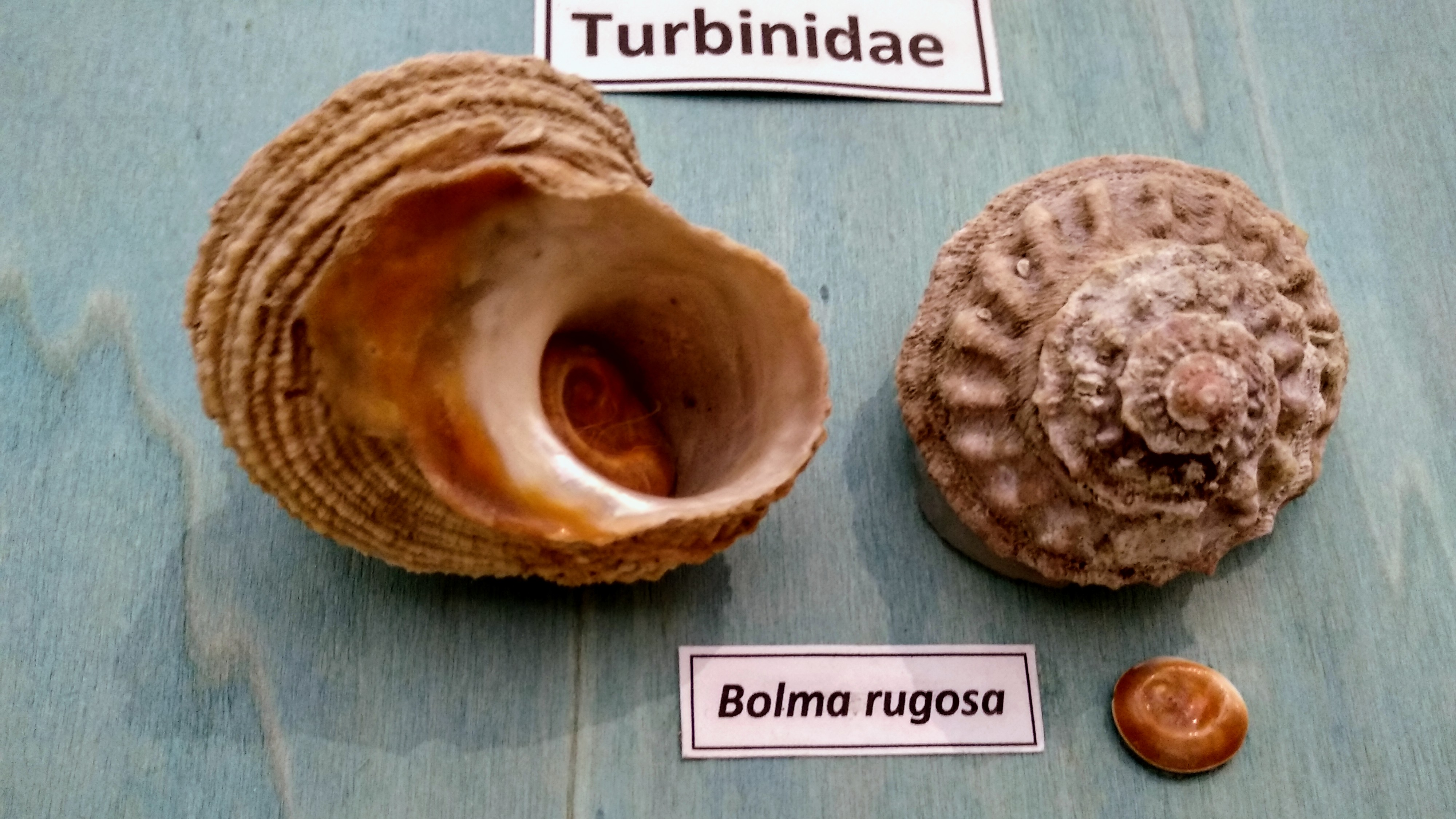
Bolma rugosa, notare l'opercolo in basso a destra denominato anche occhio di santa Lucia

Bolma rugosa (Linnaeus, 1767) è un mollusco gasteropode della famiglia dei Turbinidi che vive in quasi tutto il Mediterraneo.

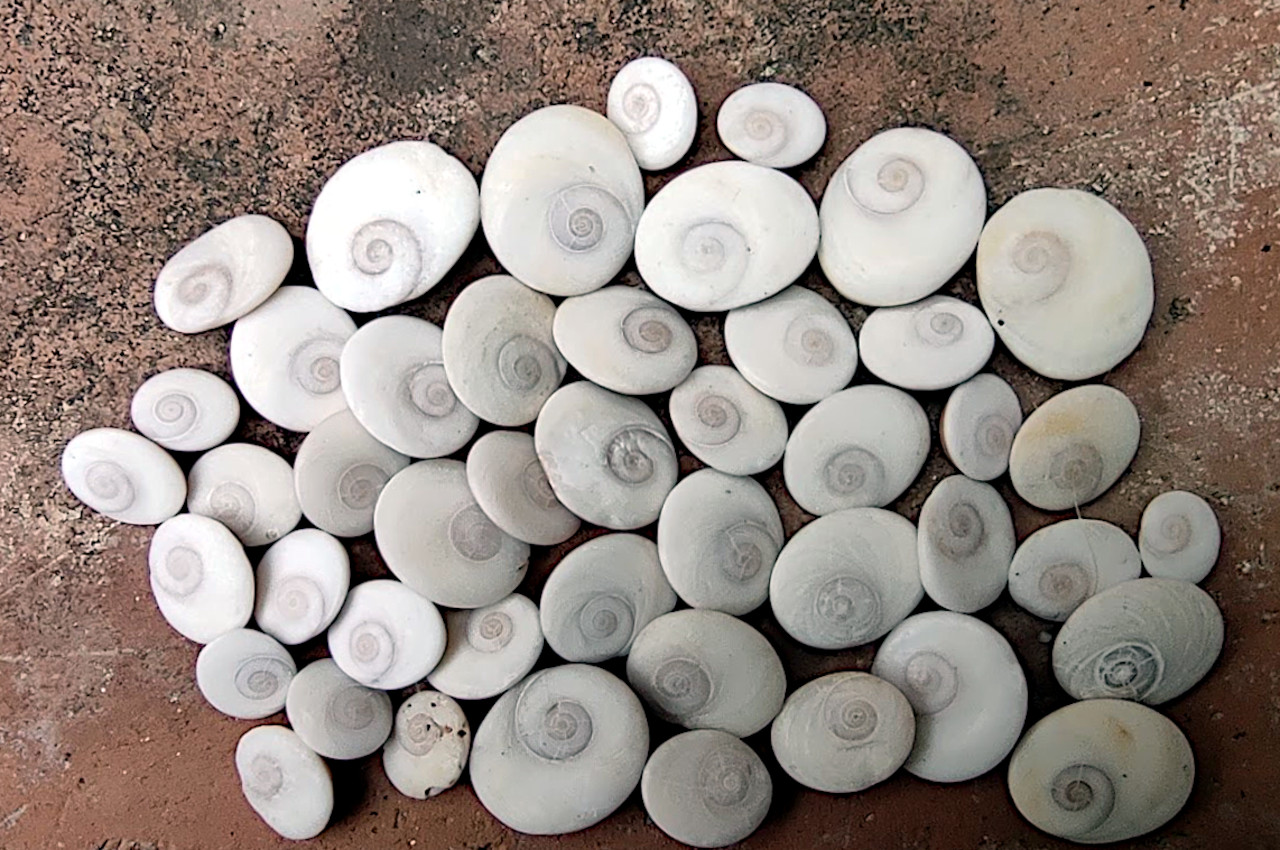
Un gruppo di occhi di Santa Lucia

È rinomato per la produzione del famoso occhio di santa Lucia usato anche in gioielleria, che in realtà è l'opercolo calcareo che l'animale usa per chiudersi all'interno della conchiglia.